# Biserica de lemn „Sfânta Treime” din Larga
Biserica de lemn „Sf. Treime” este o biserică amplasată în Larga, raionul Briceni, Republica Moldova. Este un monument arhitectural de importanță națională inclus în Registrul monumentelor Republicii Moldova ocrotite de stat cu nr. 127 (raionul Briceni). Datează din 1897.